# Saarland Trofeo
El Saarland Trofeo, fins al 2016 conegut com a Trofeu Karlsberg, és una competició ciclista per etapes que es disputa al Saarland, a Alemanya. Creat al 1988, des del 2008 forma part de la Copa de les Nacions UCI júnior. Està reservada a ciclistes de categoria júnior (17 i 18 anys).

## Palmarès
| Any                          | Vencedor                 | Segon               | Tercer                 |
| ---------------------------- | ------------------------ | ------------------- | ---------------------- |
| Trofeu Karlsberg             |                          |                     |                        |
| 1988                         | Roman Judèz              |                     |                        |
| 1989                         | Bobby Julich             |                     |                        |
| 1990                         | Volker Marquard          | Heiko Sigmund       | Ralf Grabsch           |
| 1991-1992                    | No disputat              | No disputat         | No disputat            |
| 1993                         | Jerome Klein             | Jörg Jaksche        | Roland Doring          |
| 1994                         | Andreas Klier            | Ronny Lauke         | Jerome Klein           |
| 1995                         | Holger Loew              | Jean-Patrick Nazon  | René Wolff             |
| 1996                         | Dimitri Dementiev        | Denis Bondarenko    | Dmitri Gainitdinov     |
| 1997                         | Robert Kaiser            | Brian Hayes         | Thomas Hierlwimmer     |
| 1998                         | Anthony Geslin           | Björn Schröder      | Mark Scheinder         |
| 1999                         | Petter Renäng            | Theo Eltink         | Steve Cummings         |
| 2000                         | Marcel Sieberg           | Piotr Mazur         | Marcus Burghardt       |
| 2001                         | Marcus Burghardt         | Thomas Fothen       | Mathieu Perget         |
| 2002                         | Felix Odebrecht          | Sebastian Schwager  | Nico Graf              |
| 2003                         | Anton Rechetnikov        | Nico Graf           | Artur Gajek            |
| 2004                         | Anders Berendt Hansen    | Sebastian Hans      | Petr Novotný           |
| 2005                         | Gatis Smukulis           | Stefan Denifl       | Florian Frohn          |
| 2006                         | Oliver Giesecke          | Dmitriy Sokolov     | Matthias Krizek        |
| 2007                         | Matthias Brändle         | Dominik Nerz        | Indulis Bekmanis       |
| 2008                         | Michał Kwiatkowski       | Vegard Breen        | Wilco Kelderman        |
| 2009                         | Emil Hovmand             | Dylan van Baarle    | Nikias Arndt           |
| 2010                         | Lawson Craddock          | Bob Jungels         | Jasha Sütterlin        |
| 2011                         | Pierre-Henri Lecuisinier | Rasmus Lund Hestbek | Ivar Slik              |
| 2012                         | Mads Pedersen            | Fredrik Ludvigsson  | Taylor Eisenhart       |
| 2013                         | Mads Pedersen            | Geoffrey Curran     | Mathias Rask Jeppesen  |
| 2014                         | Edward Dunbar            | Lennard Kämna       | Benjamin Brkic         |
| 2015                         | Patrick Haller           | Thomas Vereecken    | Clément Bétouigt-Suire |
| 2016                         | Brandon McNulty          | Ethan Hayter        | Ian Garrison           |
| Trofeo der Gemeinde Gersheim |                          |                     |                        |
| 2017                         | Julius Johansen          | Niklas Märkl        | Daan Hoole             |
| LVM Saarland Trofeo          |                          |                     |                        |
| 2018                         | Søren Wærenskjold        | Karel Vacek         | Ludvig Aasheim         |
| 2019                         | Hannes Wilksch           | Marco Brenner       | Maurice Ballerstedt    |
| 2020                         | suspés                   | suspés              | suspés                 |
| 2021                         | Trym Brennsæter          | Moritz Kärsten      | Maxence Place          |
| 2022                         | Mathieu Kockelmann       | Thibaud Gruel       | Jørgen Nordhagen       |
| 2023                         | Louis Leidert            | Patrick Frydkjær    | Tomos Pattinson        |